# Ломбардо Толедано, Висенте
Висенте Ломбардо Толедано (исп. Vicente Lombardo Toledano; 16 июля, 1894, Тесьютлан — 16 ноября 1968, Мехико) — один из ведущих деятелей рабочего движения Мексики XX века, которого называли «старейшиной мексиканского марксизма» и «связующим звеном между Мексикой и международным социализмом».

## Биография

### Начало преподавательской, профсоюзной и политической деятельности
Ломбардо Толедано родился в Тесьютлане, Пуэбла, в семье горного инженера среднего достатка, его родители имели итальянские и испанско-еврейские (сефардские) корни. В 1919 году получил юридическую степень на факультете права и философии Национального автономного университета Мексики, а затем степень магистра философии. В 1919—1933 годах был профессором в НАУМ, где стал членом неофициальной группы, известной как los siete sabios («семь мудрецов»; один из которых — антрополог Альфонсо Касо — женился на его сестре), параллельно также преподавая в Народном университете.
Он вступил в Мексиканскую лабористскую партию в 1921 году и участвовал в создании преподавательского профсоюза. Как лидер этого союза вступил в Региональную конфедерацию трудящихся Мексики (РКТМ, в оригинале CROM) — крупнейший профсоюз страны и важную опору режимов Плутарко Элиаса Кальеса и Альваро Обрегона. Ломбардо Толедано стал одним из интеллектуальных лидеров профобъединения. В 1923 был временным губернатором штата Пуэбла; был депутатом в столичном федеральном округе с 1924 по 1925 год и депутатом Конгресса Мексики с 1926 по 1928 год. В 1925 году, работая в горсовете Мехико, избрал дату 13 марта для празднования 600-летия основания Теночтитлана.

### Конфедерация трудящихся Мексики и союз с президентом Карденасом
К концу 1920-х годов профсоюзная конфедерация, в которую входил Ломбардо Толедано, растеряла своё влияние. Он критиковал её руководство во главе с одиозным Луисом Наполеоном Моронесом и в итоге со сторонниками в 1932 году покинул её (как и Лабористскую партию), организовав ряд новых национальных профсоюзов, начиная с «Очищенной РКТМ». Последняя была преобразована в Конфедерацию трудящихся Мексики (КТМ) в 1936 году, заключив союз с левореформистским президентом Ласаро Карденасом и войдя в состав его Партии мексиканской революции (ПРМ). Ломбардо Толедано был генеральным секретарем КТМ с 1936 по 1940 год. В 1936 году он также основал Рабочий университет Мексики.
КТМ стала новой ведущей профсоюзной конфедерацией страны, присоединяя всё новые профсоюзы, начиная с Конфедерации синдикатов трудящихся Федерального округа, в руководство которого входил Фидель Веласкес Санчес. Вскоре в состав КТМ вошли профсоюзы работников железнодорожной и нефтегазовой отраслей, национализацию которой правительством Карденаса она активно поддерживала.
КТМ также получила поддержку Мексиканской коммунистической партии и основанной той отраслевых профсоюзов; сам Ломбардо Толедано в компартию не вступал, но поддерживал провозглашаемую ей тогда политику «Народного фронта». 
В 1938—1963 годах Ломбардо Толедано был председателем Конфедерации трудящихся Латинской Америки; на её учредительном съезде присутствовал Джон Л. Льюис из Конгресса производственных профсоюзов США, тогда как Американская федерация труда бойкотировали его. В 1945—1965 годах Ломбардо Толедано был вице-председателем Всемирной федерации профсоюзов.

### В оппозиции правительству
Преемник Карденаса на посту президента, Мануэль Авила Камачо, придерживался более консервативных взглядов. Он поддержал назначение на должность руководителя КТМ Фиделя Веласкеса, когда Ломбардо Толедано решил не переизбираться в 1941 году. Однако на первых порах старый руководитель сохранял своё влияние в конфедерации, поддерживая участие Мексики в Антигитлеровской коалиции.
Впрочем, уже вскоре его пути разошлись с руководством КТМ и правительства. Хотя КТМ с 1938 года была аффилирована с предшественницей Институционно-революционной партии, Партией мексиканской революции, Ломбардо Толедано сделал вывод, что при президенте Мигеле Алемане Вальдесе та сдвинулась слишком вправо. Ломбардо Толедано в 1948 году стал основателем и идеологом Народной партии Мексики, в 1960 году вставшей на марксистско-ленинские позиции и переименованной в Социалистическую народную партию. КТМ отказала в поддержке новой партии, а Фидель Веласкес официально исключил Ломбардо Толедано из профобъединения. 
В 1952 году баллотировался в президенты от Народной партии Мексики, но набрал лишь 2 % голосов. Однако на парламентских выборах 1964 года Социалистическая народная партия смогла провести в парламент 10 депутатов, одним из которых до своей смерти был Ломбардо Толедано. Он также состоял членом Национального комитета сторонников мира Мексики, а с 1950 года входил во Всемирный совет мира. 
Основатель двух изданий («América Latina» и «El Popular»), автор ряда работ (книг, брошюр и газетных статей) по политическим и социальным вопросам.

## Память
Его имя высечено золотыми буквами (бронзой с позолотой) на Стене почёта в зале заседаний Палаты депутатов мексиканского Конгресса.